# Petite rivière Picanoc
Pour les articles homonymes, voir Picanoc.
La petite rivière Picanoc est un affluent de la rivière Coulonge Est. Elle coule dans le territoire non organisé de Lac-Nilgaut, dans la municipalité régionale de comté (MRC) de Pontiac, dans la région administrative de Outaouais, au Québec, au Canada.
La Petite rivière Picanoc coule entièrement en territoire forestier dont l’activité économique principale est la foresterie. La surface de la rivière est habituellement gelée de la mi-décembre à la mi-avril.

## Géographie
La Petite rivière Picanoc prend sa source d'une série de lacs non identifiés au nord du lac du Rôdeur
.
Les bassins versants voisins sont :
- côté nord : lac des Abattis, lac Ward, ruisseau Windigo, ruisseau William ;
- côté est : rivière de l'Aigle ;
- côté sud : rivière Coulonge Est, ruisseau Huston, rivière Dumont ;
- côté ouest : rivière Coulonge Est.

La Petite rivière Picanoc coule sur environ 23 km selon les segments suivants :
- vers le sud-est, en traversant quatre petits lacs, et en recueillant les eaux d’un ruisseau qui draine notamment le lac du Rôdeur, jusqu'à la décharge du lac Hogan (venant du nord) ;
- vers le sud puis vers le nord-ouest, soit en parallèle (côté nord-ouest) à la rivière Coulonge Est, jusqu'au ruisseau William (venant du nord-ouest) ;
- vers le sud-ouest, jusqu'à la rive nord-ouest de la rivière Coulonge Est[2].

La Petite rivière Picanoc se décharge sur la rive nord-ouest de la rivière Coulonge Est. Cette confluence est située en amont de la décharge du lac Usborne lequel est alimenté par le ruisseau John-Bull en aval de la décharge du ruisseau Simon.
À partir de cette confluence, le courant de la rivière Coulonge Est se déverse dans la rivière Coulonge laquelle coule vers le sud-est jusqu’à la rive nord de la rivière Gatineau.

## Toponymie
Le toponyme rivière Picanoc a été officialisé le 5 décembre 1968 à la Commission de toponymie du Québec.